# 黒石高大
黒石 高大（くろいし たかひろ、1986年9月8日 - ）は、日本の俳優、格闘家。神奈川県横浜市旭区出身。A4所属。2008年からTHE OUTSIDER、2022年からBreakingDownに出場。

## 略歴
2008年3月、THE OUTSIDER旗揚げ戦の第1試合に元愚連隊総長として出場し、格闘技デビュー。不良の大会があると聞き、喧嘩に負けたことがなかったことから練習せずに出場。試合はジャーマン・スープレックスをかけられるなどして敗北。2度目の出場時には試合開始後2秒でKO負け。3度目の出場時には試合開始前に相手を殴ってしまい無効試合裁定。3戦ともセコンドと応援していた仲間が乱闘騒ぎを起こした。
2戦目以降は心を入れ替えてジムに通うも、負け様のインパクトを残す試合は「黒石劇場」と言われるようになり人気を博した。以降は勝ち星を重ね、2015年を以って引退。THE OUTSIDERでの通算戦績は18戦7勝8敗2分1ノーコンテストであった。引退後は俳優業へ転向した。
2022年11月に開催された「BreakingDown6」で行われた「THE OUTSIDER vs.BreakingDown 6vs.6対抗戦」にTHE OUTSIDER出身選手としてBreakingDownに初出場し、こめおに勝利した。以降、「BreakingDown7」で行われた日韓対抗戦で咲人に勝利、「BreakingDown10」で「負けたら引退」の条件で戦った安藤叶華に敗北、「BreakingDown12」で対戦要求された瓜田純士に勝利した。

## 戦績

### 総合格闘技
| 総合格闘技 戦績 | 総合格闘技 戦績 | 総合格闘技 戦績 | 総合格闘技 戦績 | 総合格闘技 戦績 | 総合格闘技 戦績 | 総合格闘技 戦績 |
| --------------- | --------------- | --------------- | --------------- | --------------- | --------------- | --------------- |
| 17 試合         | (T)KO           | 一本            | 判定            | その他          | 引き分け        | 無効試合        |
| 7 勝            | 2               | 3               | 1               | 1               | 2               | 1               |
| 8 敗            | 3               | 5               | 0               | 0               | 2               | 1               |

| 勝敗 | 対戦相手                   | 試合結果                   | 大会名                                              | 開催年月日     |
| ×    | 吉永啓之輔                 | 1R 1:00 フロントチョーク   | THE OUTSIDER 大田区総合体育館 SPECIAL               | 2015年12月13日 |
| △    | ダリアス                   | 引き分け                   | RINGS/THE OUTSIDER SPECIAL                          | 2014年12月7日  |
| ×    | 奥木貴之                   | 1R 2:07 TKO                | THE OUTSIDER 第30戦                                 | 2013年4月6日   |
| ○    | 渋谷莉孔                   | 反則勝ち                   | RINGS X THE OUTSIDER                                | 2013年6月9日   |
| △    | 渋谷莉孔                   | 引き分け                   | RINGS/THE OUTSIDER ヴォルク・ハン引退記念興行       | 2012年12月16日 |
| ○    | MASAMUNE                   | 3分2R終了 判定3-0          | THE OUTSIDER 第22戦                                 | 2012年7月15日  |
| ○    | 滝沢雄太                   | 1R 1:58 三角締め           | THE OUTSIDER 第19戦                                 | 2011年11月13日 |
| ×    | キリーフ・コンスタンティン | 1R 1:25 フロントチョーク   | THE OUTSIDER 第16戦                                 | 2011年5月8日   |
| ○    | SAMBO                      | 1R 0:18 KO                 | THE OUTSIDER 第13戦                                 | 2010年10月11日 |
| ×    | 和田周作                   | 2R 1:53 TKO                | THE OUTSIDER 第11戦 【60kg－65kgトーナメント2回戦】 | 2010年4月3日   |
| ○    | 手塚勇太                   | 1R 2:50 KO                 | THE OUTSIDER 第11戦 【60kg－65kgトーナメント1回戦】 | 2010年4月3日   |
| ×    | 武井勇輝                   | 1R 1:33 腕ひしぎ十字固め   | THE OUTSIDER 第8戦 【65kg－70kgトーナメント2回戦】  | 2009年10月11日 |
| ○    | 滝本光成                   | 2R 2:50 三角締め           | THE OUTSIDER 第8戦 【65kg－70kgトーナメント1回戦】  | 2009年10月11日 |
| ○    | 間野征尋                   | 1R 1:29 チョークスリーパー | THE OUTSIDER 第7戦                                  | 2009年8月9日   |
| ×    | 野口悠介                   | 2R 1:39 腕ひしぎ十字固め   | クローズZERO II 公開記念 THE OUTSIDER SPECIAL       | 2009年3月15日  |
| -    | 小森信綱                   | 無効試合                   | THE OUTSIDER 第4戦                                  | 2008年12月20日 |
| ×    | 増田良平                   | 1R 0:02 KO                 | THE OUTSIDER 第弐戦                                 | 2008年7月19日  |
| ×    | 秋山翼                     | 1R 1:24 スリーパーホールド | THE OUTSIDER                                        | 2008年3月30日  |

### アマチュアキックボクシング
| 勝敗 | 対戦相手 | 試合結果                    | 大会名          | 開催年月日     |
| ○    | 瓜田純士 | 1分1R終了 判定5-0           | BreakingDown 12 | 2024年6月2日   |
| ×    | 安藤叶華 | 1分1R+延長1R終了 判定1-4    | BreakingDown 10 | 2023年11月23日 |
| ○    | 咲人     | 1分1R終了 判定3-0           | BreakingDown 8  | 2023年5月21日  |
| ○    | こめお   | 1分1R+延長R終了 延長判定5-0 | BreakingDown 6  | 2022年11月3日  |

## 出演

### テレビドラマ
- インディゴの夜 エピソード1（2010年1月 - 4月、フジテレビ） - 山口
- 月曜ゴールデン（TBS）
  - 万引きGメン・二階堂雪「カリスマ風水師・死を呼ぶアクセサリー」（2010年5月31日）
  - 十津川警部シリーズ「江ノ電に消えた女〜十津川警部への挑戦状〜」（2012年10月22日） - チンピラ
  - 駅弁刑事・神保徳之助6（2012年）
- 土俵ガール! 第4話（2010年7月 - 9月、TBS） - 「田中島ファイナンス」社員
- クロヒョウ 龍が如く新章 第九章（2010年10月 - 12月、MBS）
- CONTROL〜犯罪心理捜査〜 第11話（2011年1月 - 3月、フジテレビ）
- BOSS 2ndシーズン・CASE05「節約殺人レシピ」（2011年4月 - 6月、フジテレビ）
- 仮面ライダーフォーゼ 第2、3、7、39話（2011年9月 - 2012年8月、テレビ朝日） - 番長介
- QP 第5、6、7、10話（2011年10月 - 12月、日本テレビ） - 羽山
- さばドル 第9話「自信喪失!教師失格で悩みまゆゆ」（2012年1月 - 4月、テレビ東京）
- 新・ミナミの帝王 THE KING OF MINAMI 4 〜狙われた町工場〜（2012年3月17日、関西テレビ） - プロボクサー
- 3夜連続スペシャルドラマ・ブラックボード〜時代と戦った教師たち〜 第二夜（2012年4月6日、TBS）
- クローバー 第1・2話（2012年4月 - 6月、テレビ東京） - 加藤
- 金曜プレステージ（フジテレビ）
  - 女秘匿捜査官 原麻希 アゲハ（2012年7月13日）
- ドラゴン青年団 STAGE6「妖精のスナック街」（2012年7月 - 9月、MBS） - 山本の兄
- 好好!キョンシーガール〜東京電視台戦記〜 第4話（2012年10月 - 12月、テレビ東京） - 後藤
- リアル鬼ごっこ THE ORIGIN 第1・2話（2013年4月 - 6月、首都圏トライアングル） - 佐藤省吾
- ウルトラマンギンガ 第2話「夏の夜の夢」・第11話（最終回）「きみの未来」（2013年7月18日、テレビ東京） - 矢神
- ビンタ!〜弁護士事務員ミノワが愛で解決します〜 第3話（2014年10月16日、読売テレビ） - 健介
- 土曜ワイド劇場（テレビ朝日）
  - 京都人情捜査ファイル 2時間スペシャル（2015年4月25日） - 大森行哉
- 牙狼〈GARO〉-GOLDSTORM- 翔 第5話（2015年5月8日、テレビ東京） - サクマ
- 警視庁・捜査一課長 第3話（2016年4月28日、テレビ朝日） - 萩原義明
- おんな城主 直虎（2017年、NHK総合）
- アイドル×戦士 ミラクルちゅーんず!  第30話（2017年10月22日、テレビ東京） ‐ スーパーネガティブジュエラー スイゾー：魚住
- モブサイコ100（2018年1月 - 、テレビ東京） - 山村秀樹
- 神ノ牙-JINGA-（2018年10月25日、TOKYO MX・BS11 / 2018年10月28日、ファミリー劇場） - フォクス
- ひみつ×戦士 ファントミラージュ! （2019年4月 - 2020年3月、テレビ東京） ‐ マギャク巡査[12]
- 相棒 season18 第12話「青木年男の受難」（2020年1月15日、テレビ朝日）- 銀龍会 組長 黒川龍蔵 の 息子・黒川龍臣
- GARO -VERSUS ROAD- 第1話（2020年4月2日、TOKYO MX）
- 龍虎の理（2021年5月28日、日本映画専門チャンネル）
- DCU 第3話（2022年1月30日、TBS）

### バラエティ番組
- 水曜日のダウンタウン（2023年3月29日、TBSテレビ）

### 映画
- ホームカミング（2010年）
- スマグラー おまえの未来を運べ（2011年）
- アベックパンチ（2011年）
- 愛と誠（2012年）
- アウトレイジ ビヨンド（2012年）- 花菱会組員
- 仮面ライダーフォーゼ THE MOVIE みんなで宇宙キターッ!（2012年） - 番長介（※友情出演）
- エイトレンジャー（2012年）
- ストロベリーナイト（2013年）
- 図書館戦争（2013年）
- 藁の楯（2013年）- 福岡県警機動隊員 真壁将太
- ごくつまの恋（2013年）
- タイトロープ 〜アウトサイダーという生き方〜（2013年）
- 極道大戦争（2015年）
- 昭和最強高校伝 國士参上!!（2016年） - 亀山工業一年生 進藤英一（マッドドッグ）
- 覇王 シリーズ（2016年） - 内藤新宿一家舎弟頭補佐 豊武雄
  - 覇王I 凶血の系譜（2016年）
  - 覇王II 凶血の系譜（2016年）
  - 覇王III 凶血の連鎖（2017年）
  - 覇王IV 凶血の連鎖（2017年）
  - 覇王V 群狼の血脈（2017年）
- テラフォーマーズ（2016年） - 虎丸陽[13]
- GRAY ZONE（2017年） - 成田兄弟の兄
- デメキン（2017年） - 大八誠
- 孤狼の血 （2018年、東映） - 五十子会幹部 金村安則
- 9 〜ナイン〜（2018年2月17日、MIRAI） - 久保寺丈[14]
- キングダム（2019年4月19日公開、東宝）
- 劇場版 ひみつ×戦士 ファントミラージュ! 〜映画になってちょーだいします〜（2020年）- マギャク巡査
- 修羅の世界（2022年） - 毛利一家 タンノ（毛利誠仁の舎弟）
- SAVAGE 獲るのは誰だ？（2024年）

### Vシネマ
- 新・喧嘩の花道（2013年）全2作 - 主演・ケン（酒屋）
- 半グレvsやくざ（2013年） - 黒崎(半グレ)
- YOKOHAMA BLACK3-6（2017年-2018年） - 相模睦連合会 黒剣一家組員 鷹野
- CONFLICT 〜最大の抗争〜第三章 第四章（2018年） - 元・三代目阪王会明神組組員 清武聖也（清武兄弟）
- ギャングシティ 大阪黙示録（2018年） - 星崎蓮
- 極道の門 シリーズ（2018年 - ） - 二代目大政組若衆 谷川五郎
- 覇者の掟 第一章・第二章（2018年） - 影山清貴
- 影と呼ばれた男たち（2019年 - ） - 刑事
- 権力の階段 総理への道3（2020年） - 国会議員 林
- CONNECT 覇者への道（2024年） - 横浜 東洋会江田組組員 酒井篤志

### CM
- ジョージア
- 日本民間放送連盟「それ、違法です。〜放送番組の違法配信撲滅キャンペーン〜」違法アップロードのいいわけ／オレは悪くない篇（2015年）

### 携帯ドラマ
- 神様のイタズラ
- トクリュウ -闇バイトの罠-（2025年5月17日、BUMP） - キッド 役
- CONNECT 覇者への道（2025年6月25日 - 、U-NEXT） - 横浜 東洋会江田組組員 酒井篤志 役[15]

### ウェブテレビ
- しくじり先生 俺みたいになるな!!　AbemaTV版（2019年）4月にテレビ朝日地上波本編に出演[16]
- AbemaTV版「黒石プロデュース」[17]

## 漫画
- ノライヌ～濱の狂犬～（作画：オノタケオ、監修：岩橋健一郎、秋田書店（ヤンチャンWeb連載）） - 半自伝

### 映像資料
1. ↑  【２秒で失神KO…再び乱闘か！？】増田良平VS黒石高大　アウトサイダー第2戦 (試合全容). 公式チャンネルTHE OUTSIDERのYouTubeチャンネル. 12 December 2019.[出典無効]
2. ↑  黒石高大VS小森信綱　アウトサイダー第4戦 (試合全容). 公式チャンネルTHE OUTSIDERのYouTubeチャンネル. 13 December 2019.[出典無効]
3. ↑  黒石高大VS啓之輔　アウトサイダー大田区総合体育館SPECIAL (試合全容). 公式チャンネルTHE OUTSIDERのYouTubeチャンネル. 12 December 2019.[出典無効]
4. ↑  【対談】黒石高大とアウトサイダー時代を語る (前田日明と黒石高大が当時を述懐する). 前田日明チャンネル. 14 April 2020.
5. ↑  黒石高大VS渋谷莉孔　アウトサイダー第26戦 (試合全容：2R1分1秒、渋谷がスピニングチョークで勝利したが、渋谷のバンテージに不正改造が発覚し黒石の反則勝ちに裁定変更). 公式チャンネルTHE OUTSIDERのYouTubeチャンネル. 13 December 2019.
6. ↑  黒石高大VS Sambo アウトサイダー第13戦 (試合全容). 公式チャンネルTHE OUTSIDERのYouTubeチャンネル. 13 December 2019.